# Bernhard Fiedler

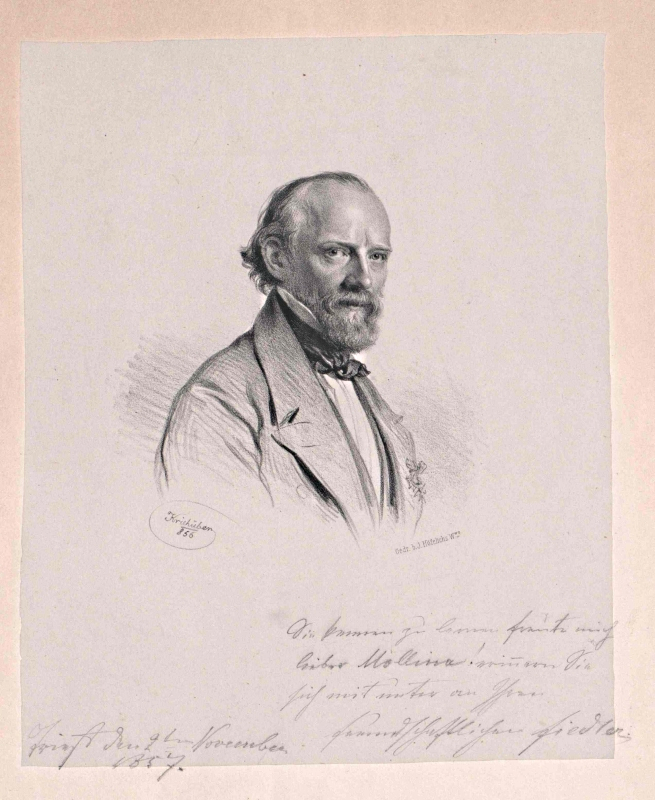
Bernhard Fiedler – Selbstporträt

Bernhard Fiedler (* 23. November 1816 in Berlin; † 28. März 1904 in Triest, Österreich-Ungarn) war ein deutscher Maler.

## Leben
Fiedler studierte in Berlin an der Akademie und war unter anderem Schüler des Dekorationsmalers Johann Karl Jakob Gerst und des Marinemalers Wilhelm Krause. Nach Beendigung seines Studiums unternahm Fiedler 1843 eine ausgedehnte Studienreise durch die Alpen bis nach Venedig.
1847 bereiste er während einer zweiten Studienreise Oberitalien und Dalmatien. Genau wie bei seiner ersten Reise brachte Fiedler viele Skizzen und Zeichnungen mit nach Hause, welche dann die Basis seiner Ölbilder bildeten. Erzherzog Ferdinand Maximilian, der spätere Kaiser von Mexiko, lernte Fiedlers Bilder kennen und unterstützte ihn, sich in Triest niederzulassen.
Durch seine von der Kunstkritik wie auch von Sammlern hoch geschätzten italienischen Landschaftsbilder wurde auch der Sultan von Konstantinopel, Abdülmecid I., auf Fiedler aufmerksam. 1853 lud jener Fiedler an den Bosporus ein und gab einige Stadtansichten in Auftrag. Aus dieser Zeit stammt auch eine Zeichnung Fiedlers von Mehmed Ali Pascha; unter welchen Umständen sich der Künstler und der Offizier kennengelernt haben, ist allerdings nicht überliefert.
Zurück in Triest, unternahm Fiedler, gefördert vom preußischen König Friedrich Wilhelms IV., eine längere Studienreise durch Palästina und Ägypten. Nach einem Jahr kehrte Fiedler mit zahlreichen Studien nach Triest zurück.

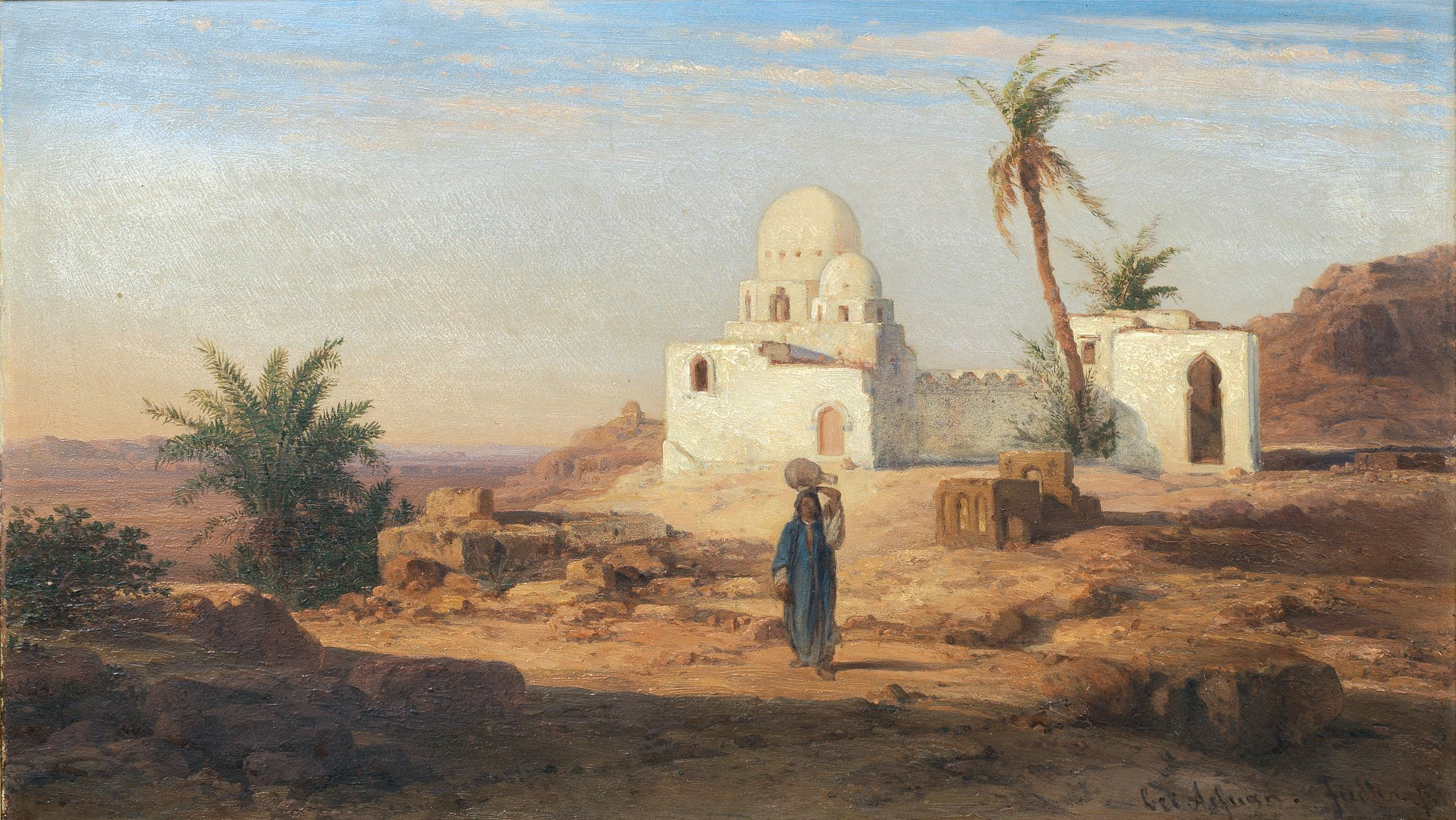
Bernhard Fiedler: Bei Assuan (Ägypten)

1855 wurde Fiedler vom belgischen König Leopold II. eingeladen, ihn auf seiner Reise durch Ägypten, Palästina, Syrien, Griechenland und Italien zu begleiten. Auch hier waren viele Skizzen und Zeichnungen das künstlerische Ergebnis dieser Reise. In den Jahren 1865 bis 1866 hielt sich Fiedler zum dritten Mal in Ägypten auf. Nach jeder seiner Reisen veranstaltete Fiedler entweder in seinem Atelier oder in örtlichen Galerien Ausstellungen seiner Werke, welche jedes Mal ein Erfolg waren.
Im Alter von 88 Jahren starb der Maler Bernhard Fiedler 1904 in Triest.